# سارکوزین
سارکوزین (به انگلیسی: Sarcosine) با فرمول شیمیایی C3H7NO2 یک ترکیب شیمیایی است. که جرم مولی آن ۸۹٫۰۹۳ گرم بر مول می‌باشد. سارکوزین از ترکیبات حد واسط در سنتز گلیسین است.